# بریستربرگ (ویرجینیا)
بریستربرگ (به انگلیسی: Bristersburg) یک منطقهٔ مسکونی در ایالات متحده آمریکا است که در Fauquier County واقع شده‌است.